# 279119 Khamatova
279119 Khamatova è un asteroide della fascia principale. Scoperto nel 2009, presenta un'orbita caratterizzata da un semiasse maggiore pari a 2,2782777 UA e da un'eccentricità di 0,1087119, inclinata di 6,12438° rispetto all'eclittica.